# وانو مرابیشویلی
وانو مرابیشویلی (گرجی: ივანე "ვანო" მერაბიშვილი؛ زادهٔ ۱۵ آوریل ۱۹۶۸) یک سیاست‌مدار اهل گرجستان است.